# Callaeas wilsoni
Il kokako dell'Isola del Nord (Callaeas wilsoni Bonaparte, 1850) è un uccello passeriforme della famiglia dei Calleidi.

## Etimologia

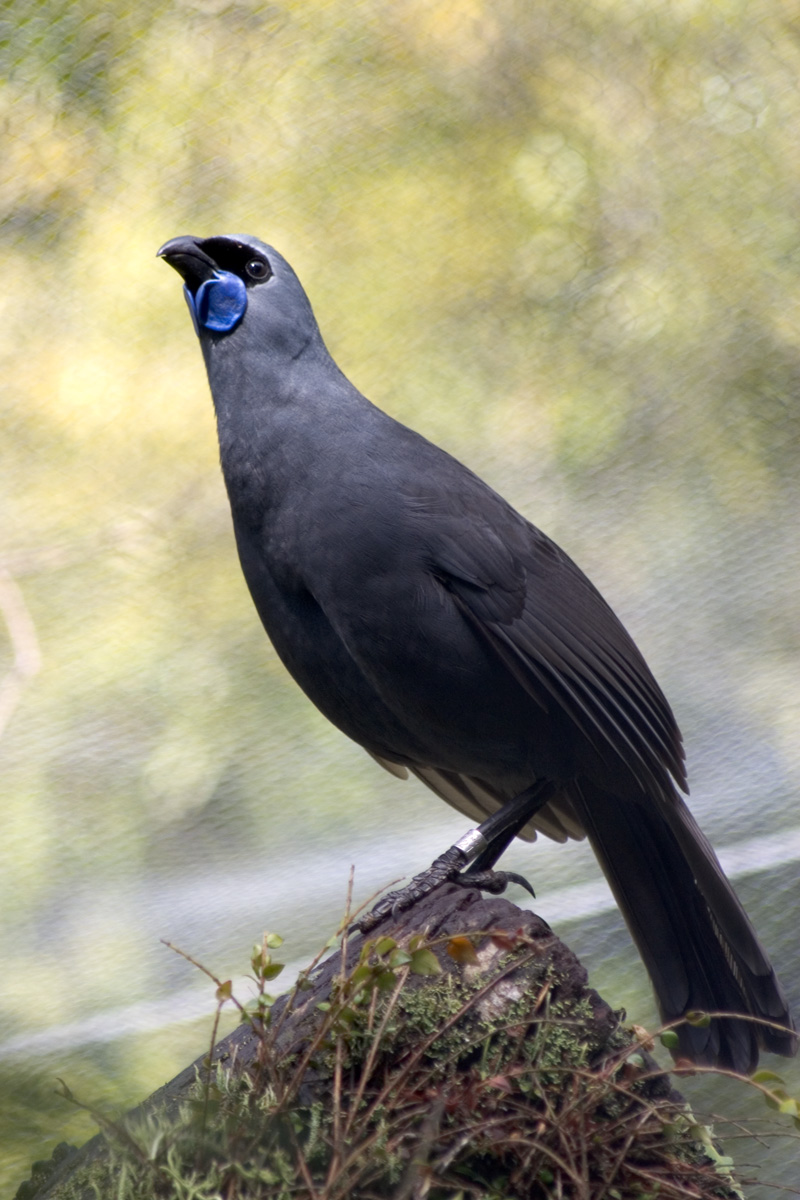
Esemplare in cattività.

Il nome scientifico della specie, wilsoni, venne scelto in omaggio al naturalista statunitense Thomas Bellerby Wilson (1807–1865).

## Descrizione

### Dimensioni
Misura 38 cm di lunghezza, per 200-250 g di peso: a parità d'età, i maschi sono più grossi e pesanti rispetto alle femmine.

### Aspetto
Si tratta di uccelli dall'aspetto robusto e massiccio, con piccola testa arrotondata, forte becco ricurvo, lunga coda dall'estremità squadrata, ali piccole e arrotondate e zampe lunghe e forti, dagli artigli ben sviluppati.
Il piumaggio è di color grigio cenere uniforme su tutto il corpo, con tendenza a scurirsi divenendo di color ardesia con sfumature brune su ali e coda, mentre sulla faccia è presente una mascherina di colore nero che va dai lati del becco all'occhio: sulla faccia, a ciascun lato del becco, è presente una caruncola lobulare di colore azzurro-blu, più sviluppata e dalla colorazione più brillante nel maschio rispetto alla femmina.
In ambedue i sessi, becco e zampe sono di colore nero, mentre gli occhi sono di colore bruno scuro.

## Biologia

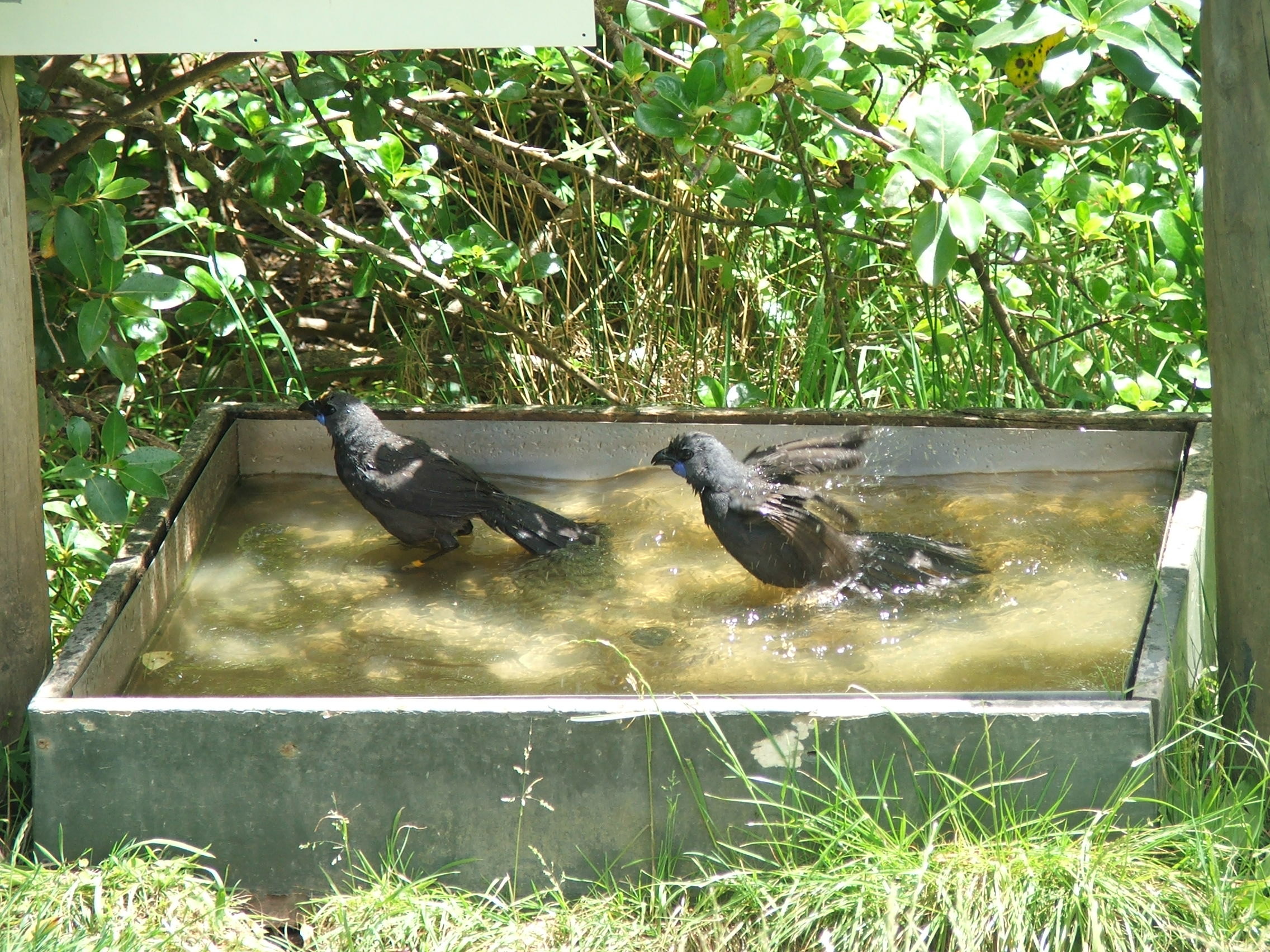
Due esemplari al bagno a Tiri Tiri Matangi.

Si tratta di uccelli dalle abitudini di vita essenzialmente diurne, che si muovono perlopiù da soli o in coppie, al più in gruppetti familiari di 3-4 individui, rimanendo al suolo o fra i cespugli e i rami bassi degli alberi. Questi uccelli sono infatti cattivi volatori, coprendo in volo raramente più di cento metri: tuttavia, grazie alle forti zampe, essi sono in grado di scalare gli alberi (soprattutto podocarpi nativi, come il rimu e il matai) saltellando di ramo in ramo, ed eventualmente da lì planando sugli alberi vicini.
Il richiamo di questi uccelli è inconfondibile: limpido, fischiante, vagamente simile al suono di un organo, può essere udito anche a chilometri di distanza, dovendo (quando la specie era più abbondante sull'isola) rappresentare uno dei suoni caratteristici della foresta neozelandese.

Le coppie sono solite duettare al mattino, soprattutto durante la stagione riproduttiva, andando avanti anche per oltre un'ora se non disturbate: i richiami delle popolazioni di zone diverse dell'areale di questi uccelli presentano piccole differenze fra loro.

### Alimentazione

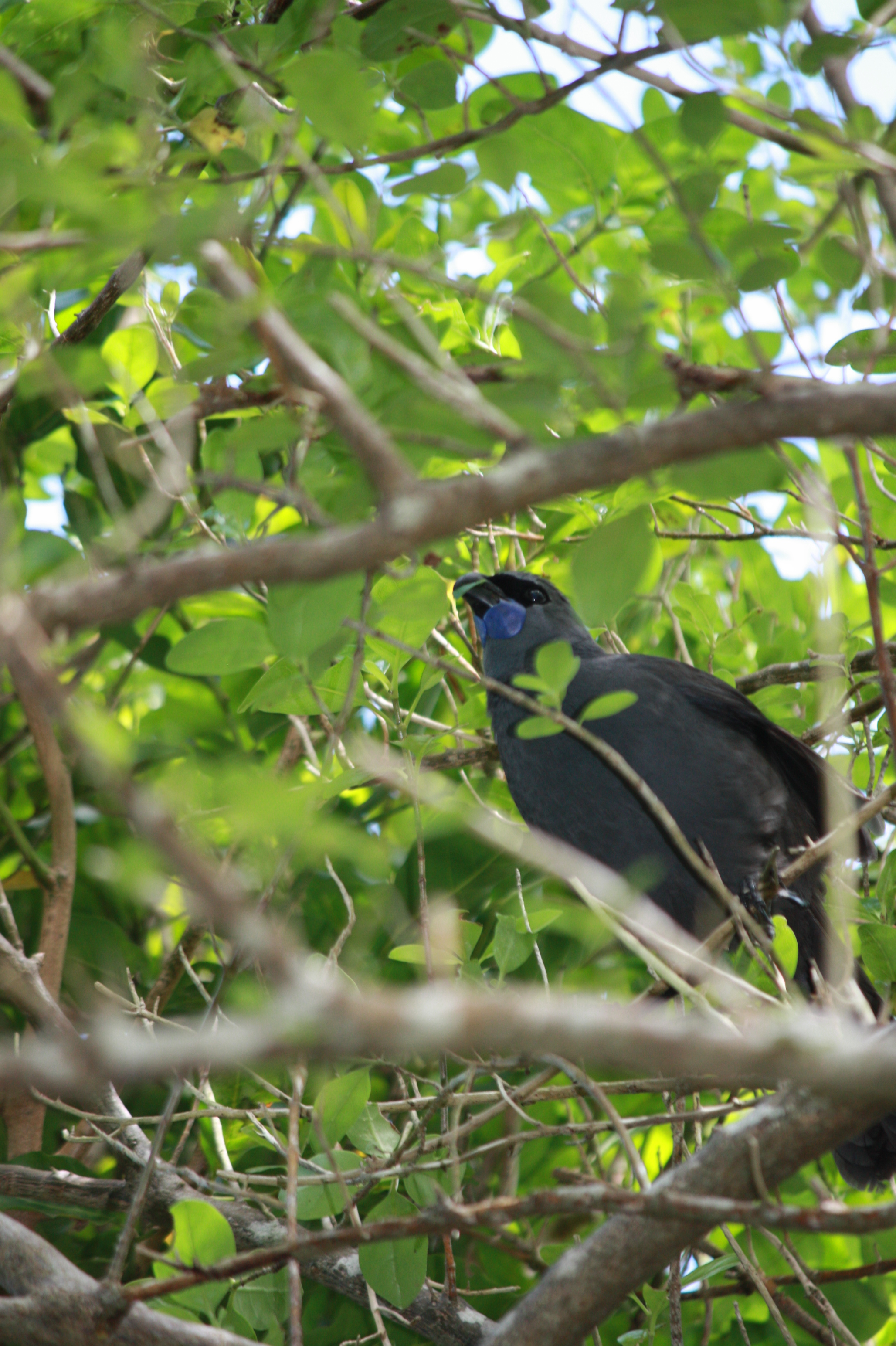
Esemplare si alimenta a Little Barrier Island.

La dieta di questi uccelli è essenzialmente vegetariana e frugivora, componendosi di foglie, felci, bacche e frutta, oltre che di altro materiale di origine vegetale (fiori, nettare, germogli) e, sebbene sporadicamente e soprattutto durante la stagione degli amori, quando il fabbisogno energetico risulta accresciuto, di piccoli invertebrati.

### Riproduzione
La stagione riproduttiva va da ottobre a marzo, estendendosi dunque durante la primavera e l'estate australi. Si tratta di uccelli rigidamente monogami, con le coppie che rimangono assieme per tutta la vita e che si dimostrano molto unite, tolettandosi frequentemente a vicenda.
Il nido, una coppa voluminosa e piuttosto grossolana di rami e fibre vegetali intrecciati fra loro e foderata al suo interno con foglie di felce, viene costruito da ambedue i sessi alla biforcazione del ramo di un albero: al suo interno la femmina depone 1-3 uova di color avorio, che provvede a covare da sola (col maschio che reperisce il cibo per sé e per la partner) per circa 18 giorni, al termine dei quali schiudono pulli ciechi ed implumi.

I nidiacei vengono accuditi ed imbeccati da ambedue i genitori: essi sono piuttosto tardivi nello sviluppo, diventando in grado d'involarsi attorno al mese circa di vita, ma raramente allontanandosi in maniera definitiva dai genitori prima dell'anno d'età, anche in quel caso disperdendosi in un raggio molto limitato dal luogo nativo (1–4 km). I giovani sono identici agli adulti, fatte salve le caruncole facciali, che fino alla maturità sessuale (raggiunta attorno all'anno di vita) sono di colore rosa chiaro anziché azzurre.
La speranza di vita di questi uccelli si aggira attorno ai 20 anni.

## Distribuzione e habitat

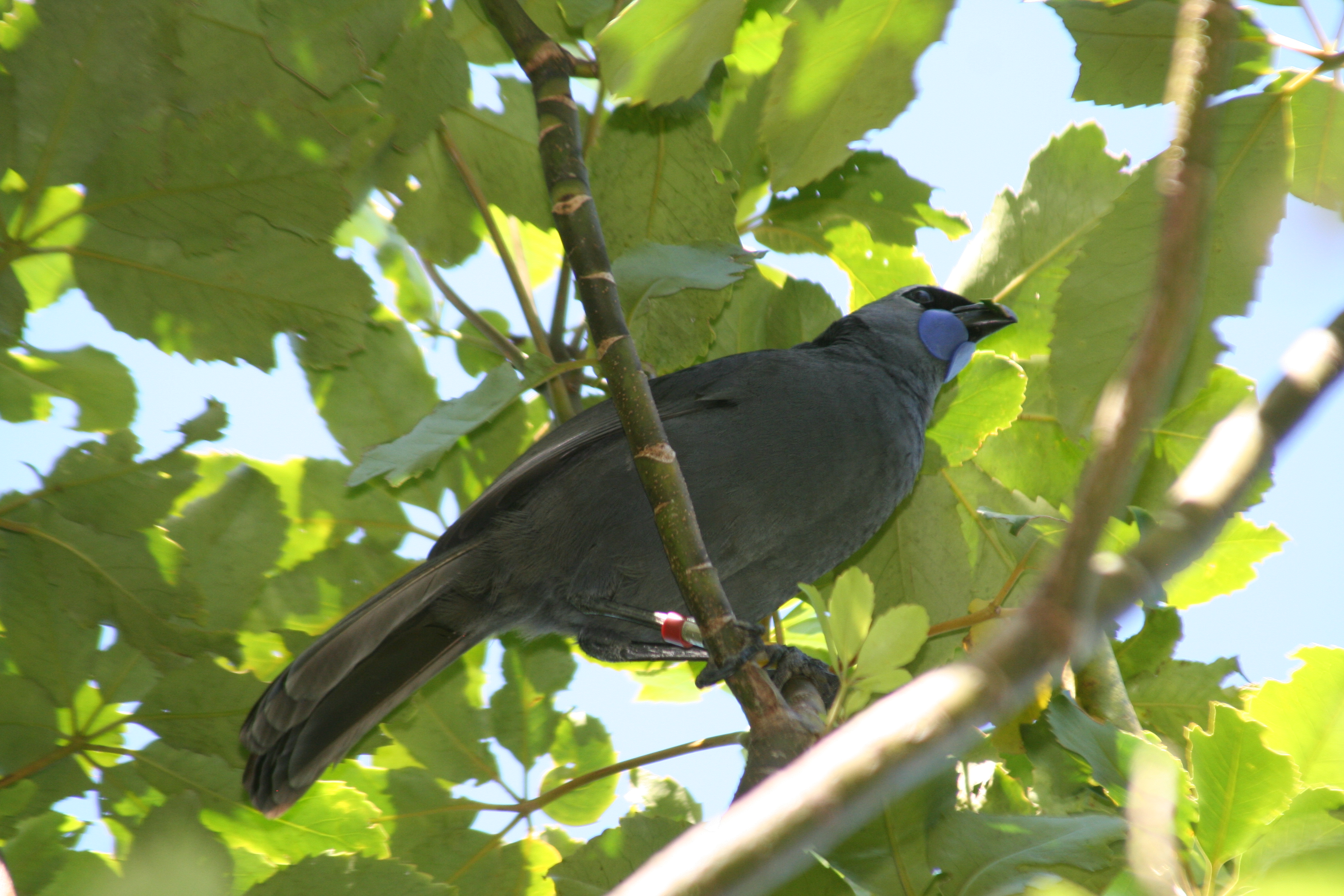
Esemplare su cordilinea a Tiri Tiri Matangi.

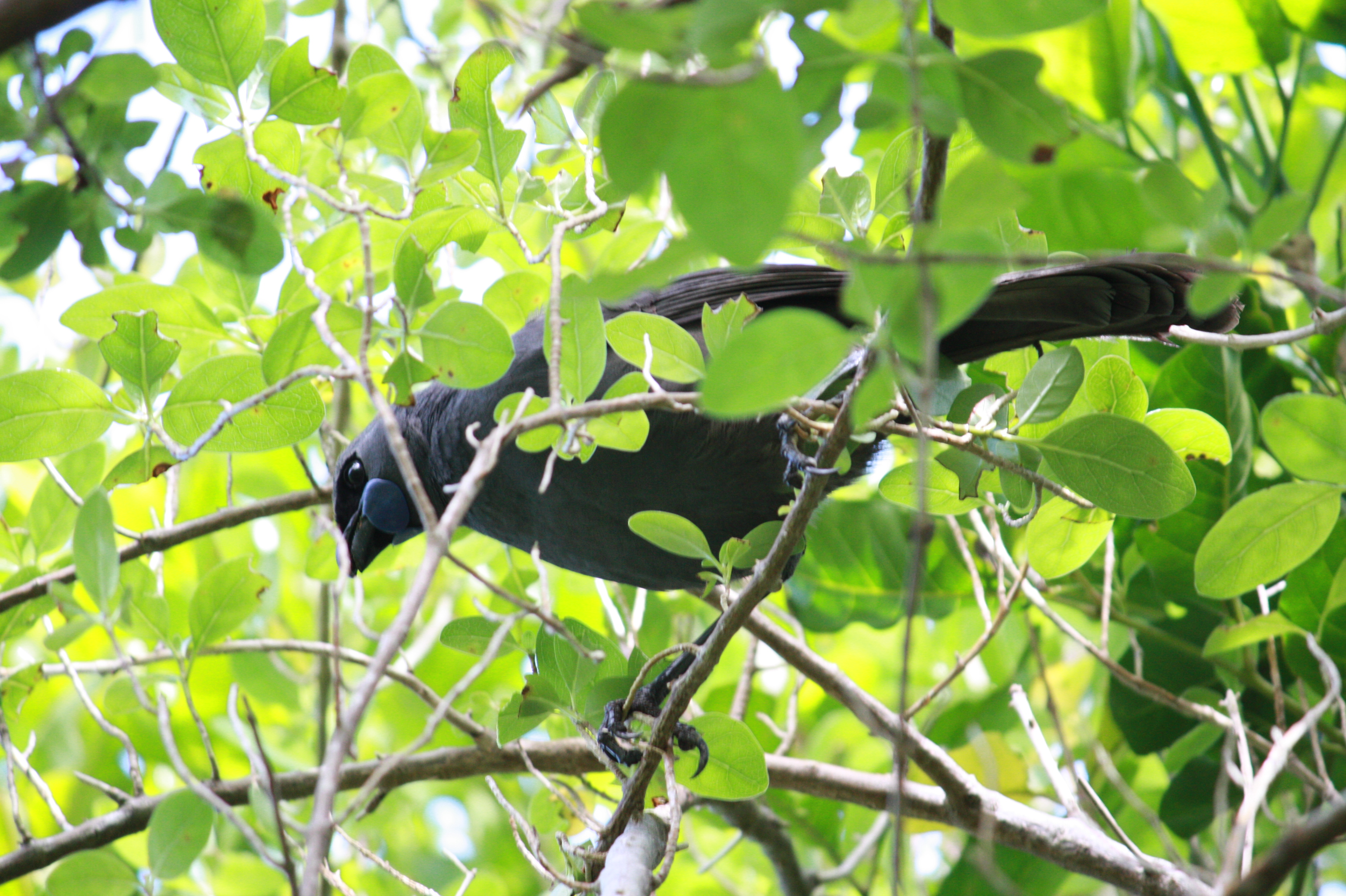
Esemplare su coprosma a Little Barrier Island.

Come intuibile dal nome comune, il kokako dell'Isola del Nord è endemico dell'Isola del Nord della Nuova Zelanda: originariamente diffuso in vaste aree dell'isola, attualmente la specie è diffusa in una serie di aree protette circoscritte (Pureora Forest Park, Whirinaki Te Pua-a-Tāne Conservation Park, Mapara Wildlife Reserve, Ngapukeriki, Kaharoa, parco nazionale di Te Urewera, Puketi, Monti Hunua e Waitakere, Waima/Waipoua), oltre che in alcune isole al largo (Tiri Tiri Matangi, Kapiti) dove è stata introdotta per scongiurarne l'estinzione. Alcune popolazioni semiselvatiche vengono inoltre mantenute nel distretto di Otorohanga.
L'habitat di questi uccelli è rappresentato dalle foreste primarie miste a tawa e podocarpi fino a 900 m di quota, con presenza di denso sottobosco.

## Conservazione

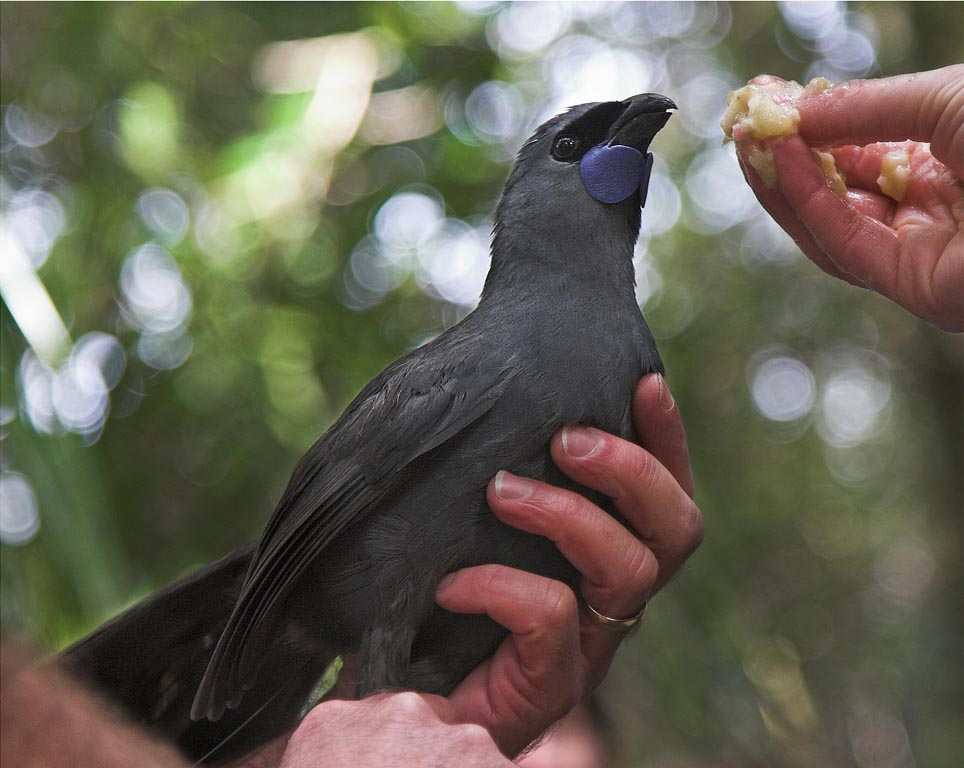
Esemplare in procinto di essere rilasciato sui Monti Hunua, nei pressi di Auckland.

Il kokako dell'Isola del Nord ha visto ridursi in maniera esponenziale il proprio numero a partire dai primi anni del XX secolo: l'arrivo di predatori introdotti, come ratti, mustelidi e tricosuri volpini, unito alla deforestazione da parte dei coloni europei per far spazio a pascoli e coltivazioni, ha ridotto il numero di questi uccelli al punto che attualmente la loro consistenza numerica è stimata in circa 1538 esemplari, la maggior parte dei quali di sesso maschile (le femmine sono particolarmente vulnerabili durante la cova e l'allevamento della prole), sicché la specie viene classificata dalla IUCN come "prossima alla minaccia" (Near Threatened).
A differenza di molti uccelli endemici, tuttavia, il kokako dell'Isola del Nord è riuscito tuttavia a sopravvivere in alcune foreste primarie dell'interno, tanto che nel 2005 se ne avvistavano esemplari selvatici in tre parchi nazionali: il governo neozelandese ha varato dei programmi di allevamento in cattività e di mantenimento di popolazioni selvatiche su isole prive di predatori, che hanno dato ottimi frutti, fornendo numerosi individui da liberare in aree adatte (a loro volta liberate dai predatori introdotti, soprattutto grazie al cosiddetto "1080").

La reintroduzione di questi uccelli nel proprio habitat naturale e l'eliminazione dei predatori introdotti hanno mostrato che il recupero della popolazione selvatica di kokako dell'Isola del Nord è possibile, poiché le popolazioni selvatiche sono decuplicate nell'arco di circa 10 anni: ciò fa ben sperare per il futuro a medio e lungo termine della specie.